# USL League Two
La USL League Two, antes conocida como Premier Development League (PDL) es un torneo que pertenece de manera extraoficial al cuarto nivel del sistema de ligas de fútbol de los Estados Unidos. Es una competición muy importante en dicho país, ya que los clubes de mayor reputación buscan constantemente jugadores en ella.
La liga es propiedad de la United Soccer League (USL) y es supervisada por la Federación de Fútbol de los Estados Unidos (U.S. Soccer). Participan 113 equipos, divididos en 4 conferencias, divididos en 12 divisiones regionales. La USL League Two tiene su sede en Tampa, Florida.
Seacoast United Phantoms es el último campeón del certamen (2024).

## Formato de la competición
La actual USL League Two, antigua Premier Development League (PDL), a partir de la temporada 2015, se divide en 4 conferencias (Este, Sur, Central y Occidental), que comprenden 10 divisiones. La temporada de la liga es desde abril/mayo a julio para su fase regular, con los playoffs en julio y agosto. La mayoría de las divisiones pretenden jugar un calendario de la temporada regular equilibrada de entre 12 a 14 juegos en casa y fuera formato de round robin, con los 2-3 primeros equipos de cada división de avanzar a los playoffs.

### Play-Offs
Los actuales USL League Two Play-offs, antiguas PDL Play-offs son campeones de la división de la temporada regular de la mayoría ganan despedidas automáticas en las semifinales de conferencia. Todos los partidos de las Eliminatorias de la actual USL League Two, antigua Premier Development League (PDL) se reproducen en formato único partido de eliminación, con el equipo cabeza de serie más alta que aloja el partido, y el campeón se decide en un lugar neutral predeterminado en un fin de semana de play-offs, en la que se juegan tanto las semifinales y la final.

## Historia

### De 1995 a 2000

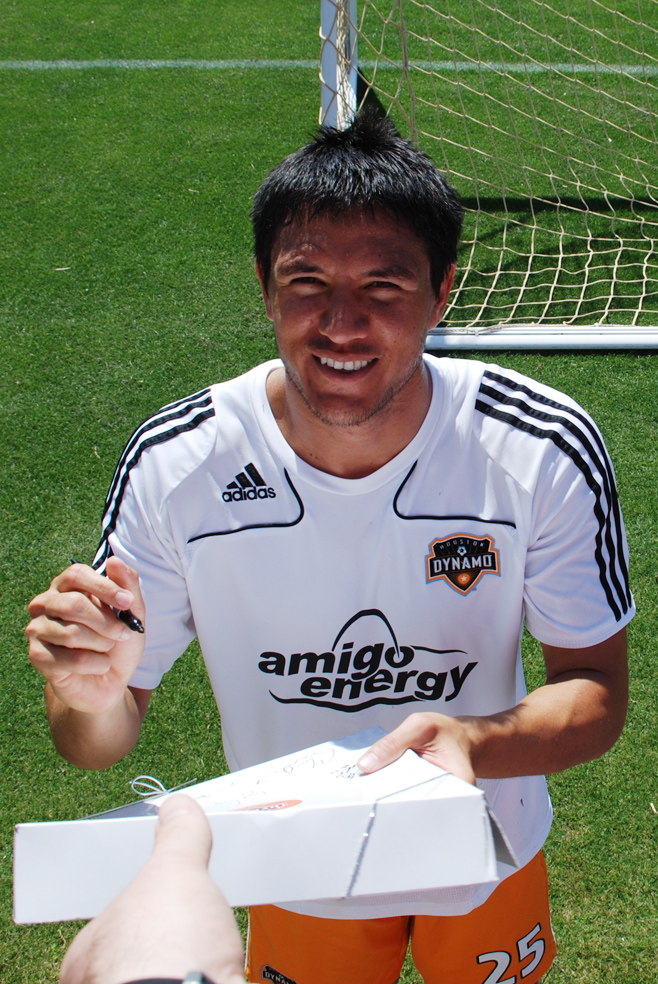
Brian Ching fue el Novato PDL del Año en 1998.

En 1995, la United States Interregional Soccer League (USISL) cambió su nombre a United States International Soccer League, y se dividió en dos ligas, una profesional (la Liga Profesional, que en última instancia se convirtió en la USL Second Division) y uno amateur (el Liga Premier). El propósito de la separación era expandirse y mejorar las capacidades de fútbol de muchas áreas urbanas en todo Estados Unidos y Canadá, mientras que ofrece a los jugadores actuales de fútbol de la universidad la oportunidad de continuar jugando durante los meses de verano sin perder su elegibilidad universitaria. La temporada inaugural de la nueva USISL Premier League contó con 27 equipos, y los Richmond Kickers ganaron el primer título, superando a la Cocoa Expos 3-1 en la final. Gabe Jones, de los Austin Lone Stars fue el máximo goleador y mejor jugador.
La United States International Soccer League cambió su nombre de nuevo en 1996, a United Systems of Independent Soccer Leagues, y antes de la temporada, hubo un movimiento sustancial de los equipos entre la Pro League, la Premier League y la recién ceada USISL Select League (que posteriormente se fusiona con la A-League, y luego se convierte en la USL First Division). La Premier League creció hasta tener 34 equipos en su segundo año, con los Central Coast Roadrunners de San Luis Obispo, California ganándole a San Francisco Seals en la final para llevarse el título. Pasi Kinturi del Nashville Metros fue el máximo goleador y mejor jugador.
La Premier League cambió su nombre por Premier Development Soccer League (PDSL) en 1997, y los Central Coast Roadrunners volvieron a ser campeones nacionales, el primer equipo en hacerlo, superando a los Cocoa Expos en la final de la PDSL. Lester Felicia de los Jackson Chargers fue mejor jugador de la liga, mientras que Rodrigo Costa del Detroit Dynamite fue el máximo anotador y el novato del año, marcando 21 goles y 2 asistencias para 44 puntos. En 1998, el PDSL saltó al campo con 33 equipos, entre ellos cuatro miembros asociados de la Pacific Coast Soccer League que jugó acortando los horarios después de que su temporada PCSL había terminado. En la final San Gabriel Valley Highlanders sorprendieron a los campeones de la temporada regular Jackson Chargers 3-2, tomando el trofeo por California por tercer año consecutivo. Rodrigo Costa del Detroit Dynamite fue el Jugador Más Valioso de la liga, Boniventure Manati de los Jackson Chargers fue el máximo goleador de la liga, y un joven delantero con el nombre de Brian Ching de Spokane Shadow fue nombrado Novato del Año.
En 1999, el USISL cambió su nombre por United Soccer Leagues y en la Premier Development Soccer League cayó la parte soccer de su nombre y se hizo conocido como United Soccer Leagues Premier Development League o PDL. La liga tomó en varios equipos de la D3Pro league, ampliando a 42 equipos en seis divisiones. La franquicia Chicago Sockers ganó la liga, superando a Spokane Shadow 3-1 en una final apretada. Fabio Eidenwein del Sioux City Breeze fue nombrado mejor jugador de la Liga y fue el máximo goleador, con 20 goles.
El PDL se expandió en otras ocho franquicias en 2000, y los Chicago Sockers ganaron su segundo título consecutivo, superando a los Michigan Bucks en una final cerrada 1-0. El único gol fue anotado por Rodrigo Costa, que, después de recibir un pase de su compañero de equipo, Hamid Mehreioskouei, venció al portero del Bucks Eric Pogue a través de una concurrida área. Fernando Salazar de Los Angeles Heroes de Los Ángeles fue mejor jugador de la liga, mientras que su compañero de equipo Arshak Abyanli se llevó los honores como máximo goleador.

### De 2001 a 2005

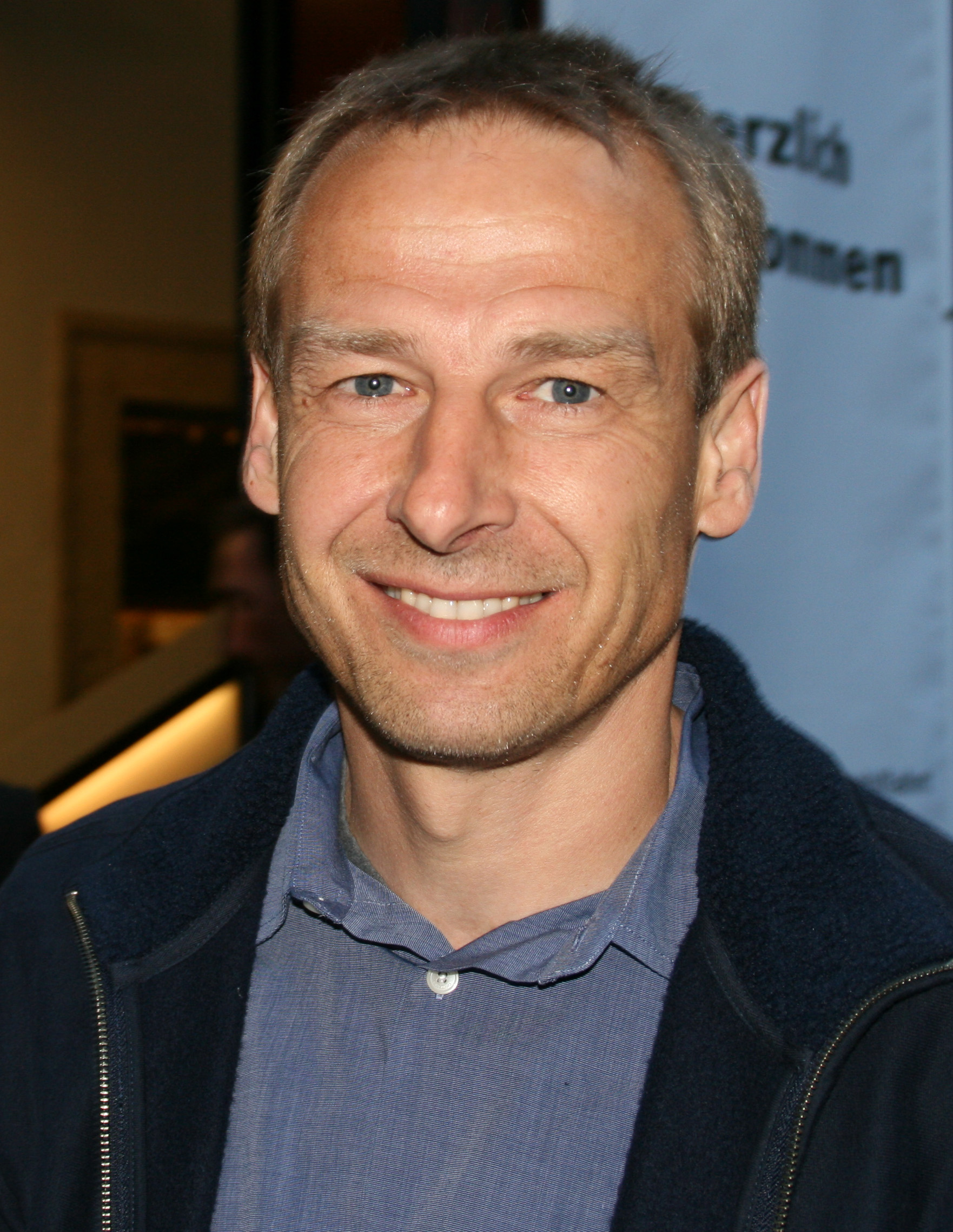
El campeón mundial alemán Jürgen Klinsmann jugó en el Orange County Blue Star en 2003 a los 39 años.

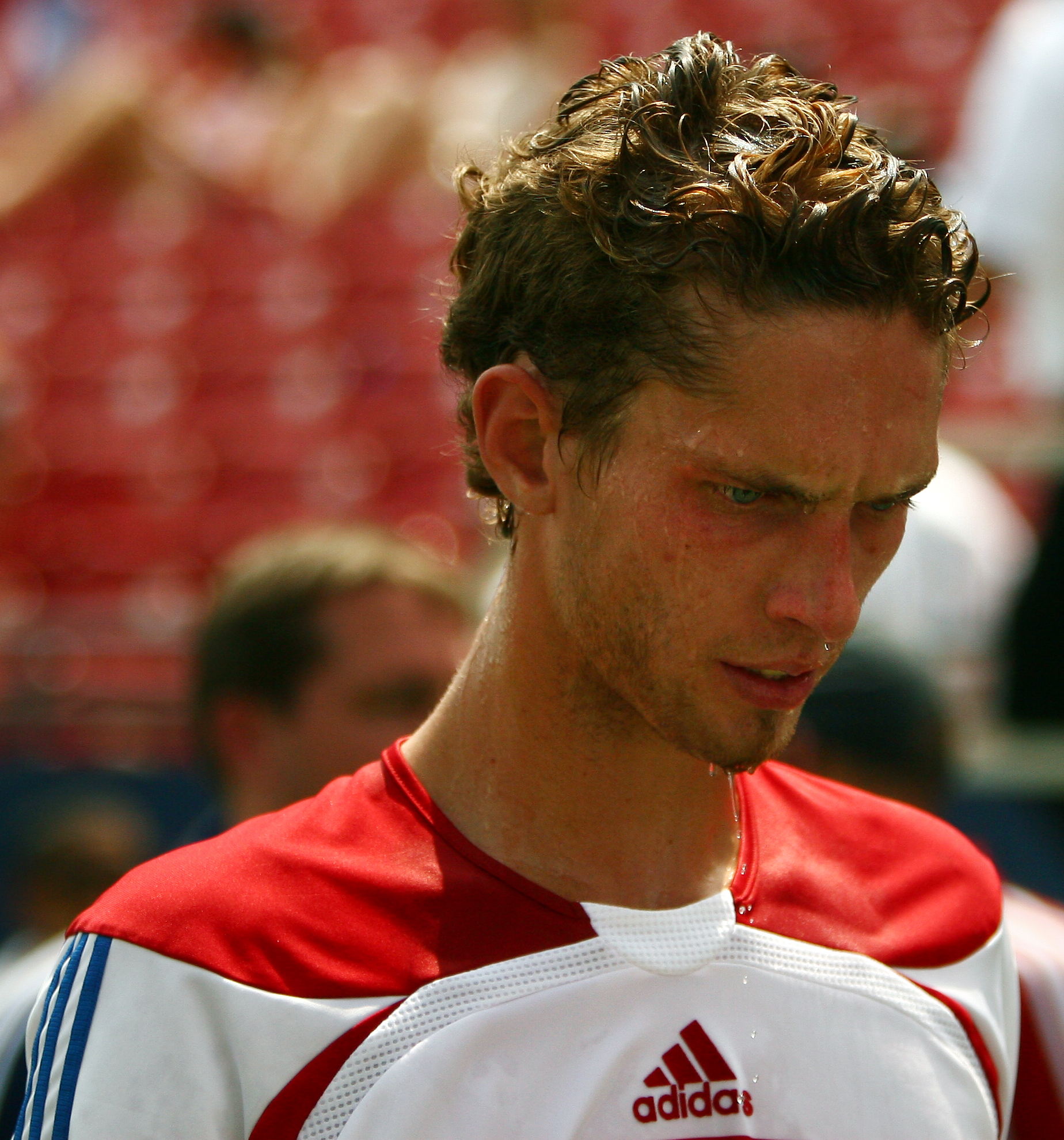
Colorado Rapids II vio nacer a Clarence Goodson en 2003, una estrella estadounidense.

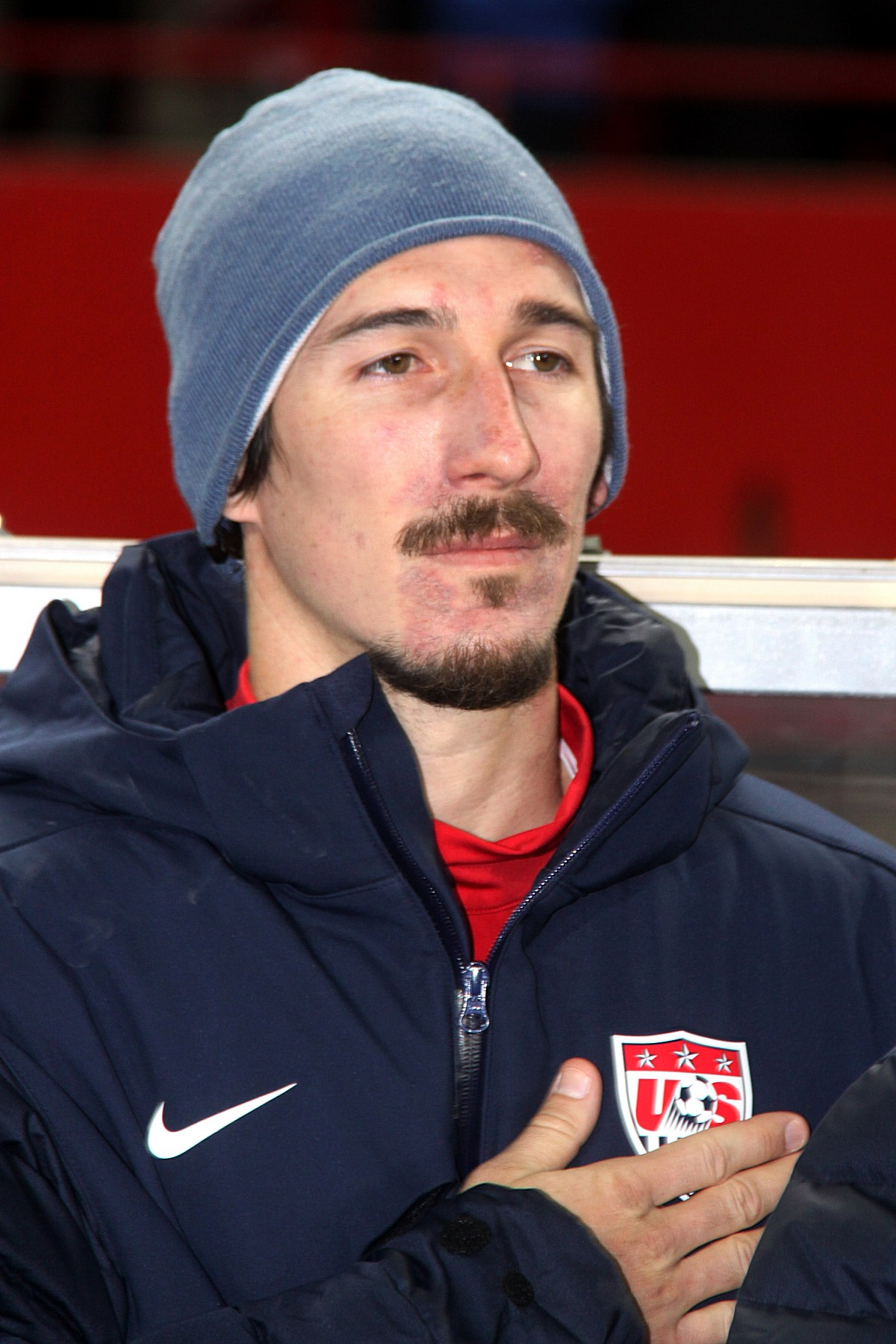
Sacha Kljestan debutó con Orange County Blue Star con solo 20 años.

La liga creció de 41 a 44 equipos en 2001 a través de la mezcla habitual de descenso de D3Pro, los equipos de plegado y nuevas franquicias que se agregaron. En las semifinales, los Westchester Flames derrotaron a Sioux Falls Spitfire 5-1 y Calgary Mustangs derrotaron a Des Moines Menace 2-1; en la final, Westchester derrotó a Calgary 3-1 para tomar su primer título de liga. Des Moines y Chicago Fire Premier dominaron la temporada regular 2002, pero ambos equipos fallaron en los playoffs; la final PDL vio los Cape Cod Crusaders derrotando a los Colorado Rapids II 2-1 para llevar el título al noreste, por segundo año consecutivo. 2002 también vio el debut de la leyenda PDL, Tomas Boltnar de Des Moines Menace, quien consiguió un triple corona de PDL mejor jugador, Máximo goleador y Novato del Año sin precedentes.
A mediados de la década de 2000 hubo un período de crecimiento sostenido. Un acuerdo de TV con Fox Soccer vio el partido del campeonato PDL siendo transmitido en vivo por la televisión nacional en América del Norte por primera vez, y los equipos profesionales comenzaron a invertir en la liga añadiendo equipos de desarrollo U-23 como una adición a sus listas de alto nivel. Cape Cod volvió a ser campeón de la PDL en 2003, superando a Chicago Fire Premier en la final (a pesar de la presencia de Jürgen Klinsmann jugando para Orange County Blue Star), mientras que en 2004 el título estuvo en Florida por primera vez cuando el Orlando City II superó a Colorado Rapids II.
Des Moines Menace se llevó el trofeo del Campeonato PDL y este volvió a Iowa en 2005 después de vencer a El Paso Patriots 6-5 en penales tras un empate 0-0 en la final del Campeonato de PDL.

### De 2006 a 2010
2006 vio el comienzo de dos temporadas de dominación por dos equipos: los Michigan Bucks y el Laredo Heat. Ambos equipos hicieron la final PDL en 2006 y 2007, los Bucks salieron victorioso en el '06 con una victoria por 2-1 gracias a los goles de Kenny Uzoigwe y Ty Shipalane, Laredo solo pudo a conseguir su venganza al año siguiente ganando con unos penaltis épicos después de un empate 0-0 en el tiempo reglamentario.
Laredo se convirtió en el primer equipo en ganar tres finales consecutivos PDL en 2008, pero cayó en el último obstáculo con Thunder Bay Chill, quien se convirtió en el primer equipo no canadiense en ganar el PDL tras su victoria 4-1 en penaltis. El PDL había crecido a 68 equipos en 2009, y para reflejar su creciente reputación, presentó un nuevo esquema llamado PDL-Pro, por el que algunos equipos se les permitiría actuar como los clubes profesionales, prestando jugadores, sin dejar de adherirse a las reglas de elegibilidad de la NCAA, y la propia política de restricción de la edad de la USL. Ventura County Fusion llevó el título PDL al sur de California por primera vez en más de una década con una victoria en tiempo de descuento sobre el Chicago Fire Premier, y al hacerlo, se convirtió en el equipo más bajo cabeza de serie, para reclamar el título nacional.
La década de 2010 comenzó con un registro, los Portland Timbers II terminaron la temporada como campeones nacionales, superando a Thunder Bay Chill 4-1 en la final del PDL de 2010. El Timbers también tuvo el mejor récord de la temporada regular, ganando todos sus 16 partidos, anotando 53 goles y encajando solo seis en contra. Al hacerlo, el Timbers se convirtió en el primer equipo para publicar un registro de la temporada perfecta PDL regular desde los Jackson Chargers en 1998, el primer campeón de la temporada regular en ganar en los playoffs desde los Central Coast Roadrunners en 1996, y el primer equipo en la historia PDL en ir a través de toda una temporada regular PDL y la campaña de playoffs sin publicar una pérdida o un empate. El delantero Brent Richards del Portland Timbers U23s fue nombrado mejor jugador de la Liga y el Novato del Año por su campaña estelar con los campeones nacionales. Los jugadores de lado canadiense de Thunder Bay Chill consiguieron la mayoría de las categorías estadísticas, con el delantero Brandon Swartzendruber liderando la liga con 15 goles, mientras que su compañero Gustavo Oliveira lideró la liga con 13 asistencias. El portero Jake Gleeson del Portland Timbers U23s disfrutó de las mejores estadísticas de portero, permitiendo solo cinco goles en 15 partidos y ganando con un promedio de 0.360 goles en contra.

### De 2011 a la actualidad

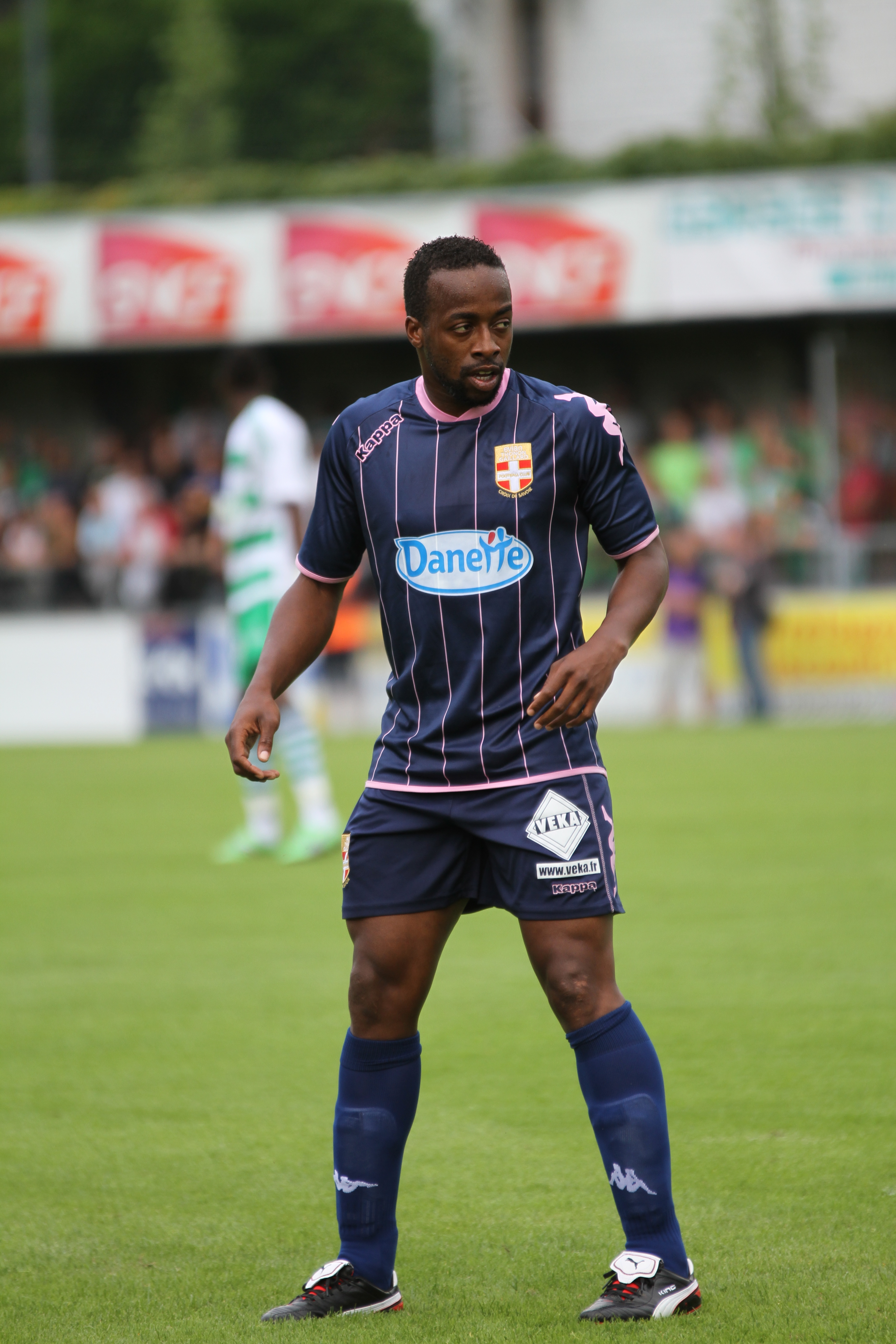
En 2015 llega Sidney Govou a FC Miami City Champions, con 36 años, uno de los mejores futbolistas que ha estado en PDL.

Los equipos de la Conferencia Oeste dominaron la liga en el 2011 por tercer año consecutivo, con el Kitsap Pumas terminando la temporada como campeones nacionales, superando a Laredo Heat 1-0 en la final PDL de 2011. Kitsap, quien perdió solo un partido y concedió solo diez goles en contra en toda la temporada, fueron el segundo equipo de la División Noroeste de ganar el título nacional consecutivo, mientras que Laredo estaba disputando su cuarto partido de campeonato en seis años. Curiosamente, Kitsap también fue el primer equipo PDL-Pro en ganar el campeonato, un hito para la liga. La Conferencia Oeste de Kitsap y sus rivales Fresno Fuego tuvieron el mejor récord de la temporada regular, registrando un récord invicto 13-0-3. El centrocampista del Fresno Milton Blanco fue nombrado Jugador Más Valioso de la Liga, después de liderar la liga en puntos (38) y asistencias (14) y ayudar a su equipo a conseguir el título de la División Suroeste. Dos jugadores de Michigan Bucks –Stewart Givens y Mitch Hildebrandt– recibieron premios de final de temporada como Defensor del Año y Portero del Año, respectivamente, mientras que su entrenador Gary Parsons fue nombrado Entrenador del Año. Jake Keegan del Westchester Flames fue nombrado Novato del Año tras anotar 16 goles en 16 partidos para llevarse la corona de la liga de gol. Keegan representó el 64 por ciento de las metas de Westchester en 2011 y también terminó tercero en la liga en puntos con 34.
La temporada PDL 2012 vería un resurgimiento de la Conferencia Este, y los Michigan Bucks ganaron la temporada regular, sus rivales canadienses FC London ganaron su primer campeonato PDL en un concurso de la costa este, derrotando a Carolina Dynamo 2-1. Los clubes canadienses también tendrían una temporada más fuerte en 2013, los Victoria Highlanders y Thunder Bay Chill avanzaron a las semifinales. The Chill repetiría su fuerte temporada, ganando el título de la temporada regular 2013, pero cayó ante el Austin Astex FC en la final 3-1 frente a una multitud de 4.253 aficionados, la mayor asistencia para una final desde el año 2007.
Con USL Pro cambió de marca como la United Soccer League, el PDL bajó el descriptor USL de su nombre, solo tiene que operar como la Premier Development League.
La temporada 2015 vería recién llegados a la liga, New York Red Bulls U-23, extendió una demostración muy fuerte, terminando primero en la División Atlántico Medio y haciendo todo el camino hasta el final del campeonato, antes de caer a la parte baja de cabeza de serie K-W United FC, que surgió de la División de los Grandes Lagos muy competitivo, defendiéndose de los contendientes perennes y rivales como FC London y los campeones defensores Michigan Bucks en su camino hacia la final. Unitesdd fueron ganadores 4-3 sobre los Red Bulls el 3 de agosto de 2015 en Starfire Sports en Tukwila para reclamar su primer campeonato y el tercero para un club canadiense.

## Organización
Aunque no es estrictamente una liga "profesional" en el sentido de que la mayoría de los jugadores no reciben pago, la USL League Two, antigua Premier Development League (PDL) se enorgullece de su profesionalidad en cuanto a su organización y la forma en que la liga se ejecuta, y su dedicación al desarrollo de los jóvenes jugadores de fútbol, prepararlos para futuras carreras en las ligas profesionales de Estados Unidos y otros países. Como las temporadas USL League Two tienen lugar durante los meses de verano, el jugador se extrae principalmente de la élite de la NCAA y National Association of Intercollegiate Athletics de la universidad en busca de seguir jugando al fútbol de alto nivel durante sus vacaciones de verano, lo que ellos pueden hacer, manteniendo su elegibilidad universitaria.
Esto no contraviene las reglas de la NCAA, que establecen que los jugadores universitarios no pueden jugar junto a los profesionales, sino que pueden jugar contra ellos.
Además, los equipos de la actual USL League Two, antigua Premiere Development League (PDL) a menudo también incluyen jugadores destacados de la escuela secundaria y el club júnior, así como los ex profesionales que buscan seguir compitiendo a un alto nivel, a menudo después de haber sido obligados a retirarse de la competencia de máxima categoría debido a la edad o a una lesión. Las reglas de la PDL dictan que un máximo de ocho jugadores de cada equipo puede ser mayores de 23 años de edad, mientras que al menos tres jugadores de cada equipo deben tener 18 años o menos.
Cada vez más, el antes conocido como Premier Development League (PDL) es visto como un "escaparate" para los clubes profesionales que buscan descubrir e identificar jugadores profesionales aspirantes que pueden entrar en el SuperDraft de la MLS en los próximos años. Muchos de los jugadores que juegan actualmente en la Major League Soccer y en otros lugares comenzaron sus carreras en la antes conocida como Premier Development League (PDL).

## Equipos

### Temporada 2025
| Conferencia         | División                   | Equipo                                | Ciudad                          | Estadio                                                     | Fundación | Afiliación    | Entrenador                  |
| ------------------- | -------------------------- | ------------------------------------- | ------------------------------- | ----------------------------------------------------------- | --------- | ------------- | --------------------------- |
| Eastern Conference  | Northeast Division         | AC Connecticut                        | Hartford, Connecticut           | Trinity Health Stadium                                      | 2011      | 2012          | Alex Harrison Joe Mingachos |
| Eastern Conference  | Northeast Division         | Albany Rush                           | Schenectady, New York           | Union College College Park Field                            | 2021      | 2022          |                             |
| Eastern Conference  | Northeast Division         | Black Rock FC                         | Manchester Center, Vermont      | Applejack Stadium                                           | 2013      | 2018          | Brad Agoos                  |
| Eastern Conference  | Northeast Division         | Boston Bolts                          | Waltham, Massachusetts          | Brandeis University                                         | 2015      | 2016          | Greig Robertson             |
| Eastern Conference  | Northeast Division         | Boston City FC                        | Revere, Massachusetts           | Harry Della Russo Stadium                                   | 2015      | 2022          |                             |
| Eastern Conference  | Northeast Division         | New England Fútbol Club               | Mendon, Massachusetts           | Alumni Stadium                                              | 1992      | 2025          | Jake Beverlin               |
| Eastern Conference  | Northeast Division         | Seacoast United Phantoms              | Epping, New Hampshire           | Seacoast United Outdoor Complex                             | 1996      | 2008          | Josh Taylor                 |
| Eastern Conference  | Northeast Division         | Vermont Green FC                      | Burlington, Vermont             | Virtue Field                                                | 2021      | 2022          | Chris Taylor                |
| Eastern Conference  | Northeast Division         | Western Mass Pioneers                 | Ludlow, Massachusetts           | Lusitano Stadium                                            | 1998      | 2010          | Federico Molinari           |
| Eastern Conference  | Mid Atlantic Division      | Delaware FC                           | Hockessin, Delaware             | TBD                                                         | 1989      | 2025          | TBD                         |
| Eastern Conference  | Mid Atlantic Division      | Lehigh Valley United                  | Bethlehem, Pennsylvania         | Rocco Calvo Field                                           | 2009      | 2015          | Andrew Adlard               |
| Eastern Conference  | Mid Atlantic Division      | Ocean City Nor'easters                | Ocean City, New Jersey          | Carey Stadium                                               | 1996      | 2003          | Alan McCann                 |
| Eastern Conference  | Mid Atlantic Division      | Reading United AC                     | Reading, Pennsylvania           | Don Thomas Stadium                                          | 1996      | 2004          | Casey Moore                 |
| Eastern Conference  | Mid Atlantic Division      | Real Central New Jersey               | Lawrence Township, New Jersey   | Ben Cohen Field at Rider University                         | 2020      | 2021          | Brian Woods                 |
| Eastern Conference  | Mid Atlantic Division      | West Chester United SC                | West Chester, Pennsylvania      | Kildare's Field                                             | 1976      | 2020*         | Blaise Santangelo           |
| Eastern Conference  | Metropolitan Division      | Cedar Stars Rush                      | Teaneck, New Jersey             | Fairleigh Dickinson University                              | 2018      | 2019          | Juan Santamaria             |
| Eastern Conference  | Metropolitan Division      | Hudson Valley Hammers                 | Newburgh, New York              | Mount Saint Mary College                                    | 2021      | 2022          | Colin Hodge                 |
| Eastern Conference  | Metropolitan Division      | Ironbound SC                          | Newark, New Jersey              | Eddie Moraes Stadium                                        | 2006      | 2023          | Nick Lavrador               |
| Eastern Conference  | Metropolitan Division      | Long Island Rough Riders              | Hempstead, New York             | Hofstra University Soccer Stadium                           | 1994      | 2007          | Chris Megaloudis            |
| Eastern Conference  | Metropolitan Division      | Manhattan SC                          | New York City, New York         | Gaelic Park / Randall's Island                              | 1997      | 2019          |                             |
| Eastern Conference  | Metropolitan Division      | Morris Elite SC                       | Livingston, New Jersey          | Livingston High School                                      | 2016      | 2021          | Javier Velasco              |
| Eastern Conference  | Metropolitan Division      | FC Motown                             | Morristown, New Jersey          | Ranger Stadium                                              | 2012      | 2021          | Alan McClintock             |
| Eastern Conference  | Metropolitan Division      | New Jersey Copa FC                    | Metuchen, New Jersey            | St. Joseph High School                                      | 2004      | 2021          | Aidan Gaule                 |
| Eastern Conference  | Metropolitan Division      | Staten Island Athletic SC             | Staten Island, New York         | Lions for Hope Sports Complex                               | 2021      | 2022          |                             |
| Eastern Conference  | Metropolitan Division      | Westchester Flames                    | New Rochelle, New York          | City Park Stadium                                           | 1999      | 1999/2005     | Jose Dos Santos             |
| Eastern Conference  | Chesapeake Division        | Annapolis Blues FC                    | Annapolis, Maryland             | Navy–Marine Corps Memorial Stadium                          | 2022      | 2025          | Colin Herriot               |
| Eastern Conference  | Chesapeake Division        | Charlottesville Blues FC              | Charlottesville, Virginia       | St. Anne's-Belfield School                                  | 2023      | 2024          | Tommy DiNuzzo               |
| Eastern Conference  | Chesapeake Division        | Christos FC                           | Baltimore, Maryland             | Moose Athletic Center                                       | 1997      | 2022          | Mike St. Martin             |
| Eastern Conference  | Chesapeake Division        | Lionsbridge FC                        | Newport News, Virginia          | TowneBank Stadium                                           | 2017      | 2018          | Chris Whalley               |
| Eastern Conference  | Chesapeake Division        | Northern Virginia FC                  | Leesburg, Virginia              | Segra Field                                                 | 1998      | 2006          | Ian Bishop                  |
| Eastern Conference  | Chesapeake Division        | Patuxent FA                           | Patuxent, Maryland              | Calverton School                                            | 2018      | 2022          | Myron Garnes                |
| Eastern Conference  | Chesapeake Division        | Virginia Beach United FC              | Virginia Beach, Virginia        | Virginia Beach Sportsplex                                   | 2019      | 2019          | Matt Ellinger               |
| Eastern Conference  | Chesapeake Division        | Virginia Marauders FC                 | Winchester, Virginia            | Winchester Sportsplex                                       | 2023      | 2023          | Alexander Zaroyan           |
| Eastern Conference  | South Atlantic Division    | Charlotte Eagles                      | Charlotte, North Carolina       | Sportsplex at Matthews                                      | 1991      | 2015          | Chris McClellan             |
| Eastern Conference  | South Atlantic Division    | Charlotte Independence II             | Rock Hill, South Carolina       | Manchester Meadows Soccer Complex                           | 2019      | 2020          | Dave Carton                 |
| Eastern Conference  | South Atlantic Division    | North Carolina FC U23                 | Cary, North Carolina            | WakeMed Soccer Park                                         | 2017      | 2002/2017     | Tom Harris                  |
| Eastern Conference  | South Atlantic Division    | Salem City FC                         | Winston-Salem, North Carolina   | Truist Sports Park                                          | 1993      | 2024          | Chris Williams              |
| Eastern Conference  | South Atlantic Division    | SC United Bantams                     | Columbia, South Carolina        | SC United Soccer Center at Monticello Road                  | 2012      | 2012          | Nathan Smith                |
| Eastern Conference  | South Atlantic Division    | Tobacco Road FC                       | Durham, North Carolina          | Durham County Stadium                                       | 2013      | 2017          | Cedric Burke                |
| Eastern Conference  | South Atlantic Division    | Wake FC                               | Holly Springs, North Carolina   | Ting Park                                                   | 2001      | 2019          | Eddie Rodriguez             |
| Central Conference  | Great Forest Division      | Akron City FC                         | Akron, Ohio                     | Green Street Stadium                                        | 2021      | 2025          | Andy Hoggarth               |
| Central Conference  | Great Forest Division      | FC Buffalo                            | Buffalo, New York               | Coyer Field                                                 | 2009      | 2023          | Carl Kennedy                |
| Central Conference  | Great Forest Division      | Cleveland Force SC                    | Cleveland, Ohio                 | Krenzler Field                                              | 2011      | 2022          | Nick Taljan                 |
| Central Conference  | Great Forest Division      | Erie Sports Center FC                 | Erie, Pennsylvania              | Erie Sports Center                                          | 2025      | 2025          | TBD                         |
| Central Conference  | Great Forest Division      | Steel City FC                         | Cheswick (Pennsylvania)         | Founder’s Field                                             | 2019      | 2025          | Dan Brower                  |
| Central Conference  | Great Forest Division      | Toledo Villa FC                       | Toledo, Ohio                    | Paul Hotmer Field                                           | 2017      | 2021          | Mathius Johnson             |
| Central Conference  | Valley Division            |                                       |                                 |                                                             |           |               |                             |
| Central Conference  | Dayton Dutch Lions         | West Carrollton, Ohio                 | DOC Stadium                     | 2009                                                        | 2010/2015 | Hans Pascoal  |                             |
| Central Conference  | Fort Wayne FC              | Fort Wayne, Indiana                   | Bishop John M. D'Arcy Stadium   | 2019                                                        | 2021      | Mike Avery    |                             |
| Central Conference  | Kings Hammer Cincinnati FC | Cincinnati, Ohio                      | Corcoran Field                  | 1993                                                        | 2021      | Ryan Handbury |                             |
| Central Conference  | Kings Hammer Columbus FC   | Columbus, Ohio                        | TBD                             | 2007                                                        | 2025      | Matt Ogden    |                             |
| Central Conference  | Lexington SC               | Lexington, Kentucky                   | Lexington SC Stadium            | 2021                                                        | 2025      | TBD           |                             |
| Central Conference  | West Virginia United       | Dunbar, West Virginia                 | Shawnee Sports Complex          | 2003                                                        | 2003      | Dan Gribben   |                             |
| Central Conference  | Great Lakes Division       | AFC Ann Arbor                         | Ann Arbor, Michigan             | Saline Hornet Stadium                                       | 2014      | 2016          | Eric Rudland                |
| Central Conference  | Great Lakes Division       | Flint City Bucks                      | Flint, Michigan                 | Atwood Stadium                                              | 1995      | 1996          | Paul Doroh                  |
| Central Conference  | Great Lakes Division       | Kalamazoo FC                          | Kalamazoo, Michigan             | Soisson-Rapacz-Clason Field                                 | 2015      | 2021          | Shane Lyons                 |
| Central Conference  | Great Lakes Division       | Lansing City Football                 | Lansing, Michigan               | Lansing Catholic High School Cougar Stadium                 | 2016      | 2022          | Marco Bernardini            |
| Central Conference  | Great Lakes Division       | Midwest United FC                     | Grand Rapids, Michigan          | Aquinas College                                             | 1990      | 2022          | Luke Ruff                   |
| Central Conference  | Great Lakes Division       | Northern Indiana FC                   | Granger, Indiana                | TBD                                                         | 2023      | 2025          | Gerardo Mascareño           |
| Central Conference  | Great Lakes Division       | Oakland County FC                     | Clawson, Michigan               | Clawson Stadium                                             | 2015      | 2020*         | Steve Walker                |
| Central Conference  | Great Lakes Division       | Union FC Macomb                       | Macomb Township, Michigan       | TBD                                                         | 2024      | 2024          | Gronthik Chatterjee         |
| Central Conference  | Heartland Division         | Chicago City Dutch Lions FC           | Bridgeview, Illinois            | Bridgeview Sports Fields SeatGeek Stadium                   | 2025      | 2025          | TBD                         |
| Central Conference  | Heartland Division         | Minneapolis City SC                   | Minneapolis, Minnesota          | Edor Nelson Field                                           | 2016      | 2022          | Justin Oliver               |
| Central Conference  | Heartland Division         | River Light FC                        | Aurora, Illinois                | Vago Field                                                  | 2020      | 2024          | David Cabán                 |
| Central Conference  | Heartland Division         | RKC Third Coast                       | Racine, Wisconsin               | Pritchard Park Multi-Purpose Field                          | 2023      | 2023          | Gabe Hall                   |
| Central Conference  | Heartland Division         | Rochester FC                          | Rochester, Minnesota            | RCTC Stadium                                                | 2018      | 2023          | Sebastian Narvarez          |
| Central Conference  | Heartland Division         | St. Croix Legends                     | Stillwater, Minnesota           | Stillwater Area High School                                 | 1984      | 2022          | Tyler Oliver                |
| Central Conference  | Heartland Division         | Sueño FC                              | Joliet, Illinois                | Joliet Memorial Stadium                                     | 2023      | 2024          | Matt Pearson                |
| Central Conference  | Great Plains Division      | Des Moines Menace                     | Des Moines, Iowa                | Valley Stadium                                              | 1994      | 1994          | Charlie Latshaw III         |
| Central Conference  | Great Plains Division      | Peoria City                           | Peoria, Illinois                | Shea Stadium                                                | 2020      | 2020*         | Mike Paye                   |
| Central Conference  | Great Plains Division      | Santafé Wanderers                     | Kansas City, Kansas             | TBD                                                         | 1995      | 2025          | TBD                         |
| Central Conference  | Great Plains Division      | Springfield FC                        | Springfield, Illinois           | TBD                                                         | 2011      | 2025          | Cuneyt Barutcu              |
| Central Conference  | Great Plains Division      | St. Louis Ambush                      | Creve Coeur, Missouri           | Missouri Baptist University                                 | 2013      | 2025          | Jeff Locker                 |
| Central Conference  | Great Plains Division      | Sunflower State FC                    | Overland Park, Kansas           | Blue Valley Northwest High School                           | 2019      | 2025          | Nick McDonald               |
| Southern Conference | South Central Division     | Apotheos FC                           | Atlanta, Georgia                | Atlanta Silverbacks Park                                    | 2021      | 2025          | Jonathan Mercado            |
| Southern Conference | South Central Division     | Asheville City SC                     | Asheville, North Carolina       | UNC Asheville                                               | 2016      | 2020*         | Scott Wells                 |
| Southern Conference | South Central Division     | Athens United                         | Athens, Georgia                 | Billy Henderson Stadium Slaughter Field at Ferguson Stadium | 1972      | 2024          | Steo Magennis               |
| Southern Conference | South Central Division     | Birmingham Legion 2                   | Birmingham, Alabama             | Spain Park High School Protective Stadium                   | 2024      | 2024          | Carlo Schiavoni             |
| Southern Conference | South Central Division     | Columbus United FC                    | Columbus, Georgia               | TBD                                                         | 2023      | 2025          | Brett Teach                 |
| Southern Conference | South Central Division     | Dothan United Dragons                 | Dothan, Alabama                 | Rip Hewes Stadium                                           | 2024      | 2024          | Carl Reynolds               |
| Southern Conference | South Central Division     | East Atlanta Dutch Lions              | Atlanta, Georgia                | Friends Field                                               | 2019      | 2020*         | Sam Walker                  |
| Southern Conference | South Central Division     | Montgomery United FC                  | Montgomery, Alabama             | Emory Folmar YMCA Championship Stadium                      | 2024      | 2025          | Tate Dean                   |
| Southern Conference | South Central Division     | Southern Soccer Academy Kings         | Dallas, Georgia                 | North Paulding High School                                  | 2012      | 2020*         | Jack Collison               |
| Southern Conference | South Central Division     | Tennessee SC                          | Franklin, Tennessee             | Ravenwood High School                                       | 2012      | 2022          | Andy Robertson              |
| Southern Conference | Southeast Division         | Brave SC                              | Summerfield, Florida            | Brave Sporting Complex                                      | 2016      | 2016          | Anderson DaSilva            |
| Southern Conference | Southeast Division         | Brevard SC                            | Melbourne, Florida              | Melbourne Central Catholic High School                      | 2020      | 2023          | Adrian Moreno               |
| Southern Conference | Southeast Division         | Brooke House FC                       | Maitland, Florida               | Showalter Field                                             | 2022      | 2024          | Niall O'Grady               |
| Southern Conference | Southeast Division         | Inter Gainesville KF                  | Gainesville, Florida            | University of Florida Southwest Recreation Center           | 2021      | 2024          | Sebastian Del Rio           |
| Southern Conference | Southeast Division         | NONA FC                               | Orlando, Florida                | Austin Tindall Soccer Complex                               | 2021      | 2022          | Bruno Jaeger                |
| Southern Conference | Southeast Division         | SC Jacksonville                       | Jacksonville, Florida           | TBD                                                         | 2023      | 2025          | TBD                         |
| Southern Conference | South Florida Division     | FC Miami City                         | Lauderhill, Florida             | Central Broward Park                                        | 2014      | 2014          | Julian Pedraza⁠              |
| Southern Conference | South Florida Division     | Fort Lauderdale United FC             | Fort Lauderdale, Florida        | Beyond Bancard Field at NSU Florida                         | 2023      | 2025          | TBD                         |
| Southern Conference | South Florida Division     | Kings Hammer FC Sun City              | Lakeland, Florida               | TBD                                                         | 2016      | 2023          | TBD                         |
| Southern Conference | South Florida Division     | Miami AC                              | Miami, Florida                  | Various                                                     | 2021      | 2022          |                             |
| Southern Conference | South Florida Division     | Sarasota Paradise                     | Sarasota, Florida               | Sarasota High Football Stadium                              | 2022      | 2023          | Mirko Dakovic               |
| Southern Conference | South Florida Division     | St. Petersburg FC                     | St. Petersburg, Florida         | St. Petersburg High School                                  | 2023      | 2023          | Kyle Clinton                |
| Southern Conference | South Florida Division     | Weston FC                             | Weston, Florida                 | Weston Regional Park                                        | 1998      | 2017          | Luis Mendoza                |
| Southern Conference | Mid South Division         | Denton Diablos FC                     | Denton, Texas                   | Pioneer Soccer Park                                         | 2018      | 2025          | TBD                         |
| Southern Conference | Mid South Division         | Hattiesburg FC                        | Hattiesburg, Mississippi        | Tatum Park Soccer Fields                                    | 1980      | 2024          | TBD                         |
| Southern Conference | Mid South Division         | Little Rock Rangers                   | Little Rock, Arkansas           | War Memorial Stadium                                        | 2016      | 2016          | Nick Doyle                  |
| Southern Conference | Mid South Division         | Louisiana Krewe FC                    | Lafayette, Louisiana            | Ragin' Cajuns Soccer/Track Facility                         | 2019      | 2022          | Joan Oliva                  |
| Southern Conference | Mid South Division         | McKinney Chupacabras FC               | McKinney, Texas                 | Ron Poe Stadium                                             | 2024      | 2025          | José Burciaga Jr.           |
| Southern Conference | Mid South Division         | Mississippi Brilla                    | Clinton, Mississippi            | Clinton High School                                         | 2006      | 2007          | Michael Azira               |
| Southern Conference | Mid South Division         | Red River Raiders FC                  | Shreveport, Louisiana           | TBD                                                         | 2025      | 2025          | Bryan Turner                |
| Southern Conference | Lone Star Division         | AC Houston Sur                        | Houston, Texas                  | The Village School                                          | 2021      | 2022          | Amr Neamatalla              |
| Southern Conference | Lone Star Division         | AHFC Royals                           | Houston, Texas                  | Campbell Road Sports Park                                   | 2017      | 2018          | James Clarkson              |
| Southern Conference | Lone Star Division         | Corpus Christi FC                     | Corpus Christi, Texas           | St. John Paul II High School Stadium                        | 2017      | 2018          | Manuel Iwabuchi             |
| Southern Conference | Lone Star Division         | Global Football Innovation Academy    | Spring, Texas                   | GFI Performance Center                                      | 2023      | 2025          | TBD                         |
| Southern Conference | Lone Star Division         | Hill Country Lobos                    | Kyle, Texas                     | Bob Shelton Stadium                                         | 1996      | 2024          | Luis Alvarado               |
| Southern Conference | Lone Star Division         | Houston FC                            | Houston, Texas                  | Sorrels Field                                               | 2017      | 2017          | Bruce Talbot                |
| Southern Conference | Lone Star Division         | Laredo Heat SC                        | Laredo, Texas                   | PEG Energy Stadium                                          | 2004      | 2004/2025     | Johnny Ibarra               |
| Southern Conference | Lone Star Division         | Lonestar SC                           | Austin, Texas                   | TBD                                                         | 2004      | 2025          | Rob Dennie                  |
| Southern Conference | Lone Star Division         | Twin City Toucans FC                  | Bryan, Texas                    | Edible Field                                                | 2017      | 2017          | Steo Cummins                |
| Western Conference  | Mountain Division          | Albion SC Colorado                    | Boulder, Colorado               | Fairview High School Peak to Peak Charter School            | 2021      | 2023          | Dave Carver                 |
| Western Conference  | Mountain Division          | Colorado International Soccer Academy | Aurora, Colorado                | Englewood High School                                       | 2012      | 2022          | Camilo Valencia             |
| Western Conference  | Mountain Division          | Colorado Storm                        | Denver, Colorado                | Regis Match Pitch                                           | 1967      | 2025          | TBD                         |
| Western Conference  | Mountain Division          | Flatirons FC                          | Arvada, Colorado                | North Stadium                                               | 1998      | 2020*         | Levi Rossi                  |
| Western Conference  | Mountain Division          | Utah United                           | Orem, Utah                      | Clyde Field                                                 | 2023      | 2024          | Mark Davis                  |
| Western Conference  | Northwest Division         | Ballard FC                            | Seattle, Washington             | Interbay Stadium / Memorial Stadium (2024)                  | 2021      | 2022          | James Riley                 |
| Western Conference  | Northwest Division         | Bigfoot FC                            | Maple Valley, Washington        | Tahoma High School                                          | 2024      | 2025          | Paul McIlvenny              |
| Western Conference  | Northwest Division         | FC Olympia                            | Olympia, Washington             | South Sound Stadium                                         | 2014      | 2022          | Seyti Sidibay               |
| Western Conference  | Northwest Division         | Lane United FC                        | Eugene, Oregon                  | Civic Park                                                  | 2013      | 2014          | John Galas                  |
| Western Conference  | Northwest Division         | Midlakes United                       | Bellevue, Washington            | Bellevue College Soccer Field                               | 2023      | 2024          | Felix Vu                    |
| Western Conference  | Northwest Division         | Portland Bangers FC                   | Concordia, Portland, Oregon     | TBD                                                         | 2025      | 2025          | Jorge Villafaña             |
| Western Conference  | Northwest Division         | Snohomish United                      | Snohomish, Washington           | Stocker Fields                                              | 2024      | 2025          | TBD                         |
| Western Conference  | Northwest Division         | Tacoma Stars                          | Tacoma, Washington              | Bellarmine Preparatory School                               | 2003      | 2024          | Nick Perera                 |
| Western Conference  | Northwest Division         | West Seattle Junction FC              | Seattle, Washington             | Nino Cantu Southwest Athletic Complex                       | 2023      | 2024          | Erik Oman                   |
| Western Conference  | NorCal Division            | Academica SC                          | Turlock, California             | Academica Field                                             | 1972      | 2023          |                             |
| Western Conference  | NorCal Division            | Almaden FC                            | Almaden Valley, California      | Pioneer High School                                         | 1967      | 2024          | Michael Aspinall            |
| Western Conference  | NorCal Division            | Davis Legacy SC                       | Davis, California               | Davis Legacy Stadium                                        | 1989      | 2022          | Mark Torguson               |
| Western Conference  | NorCal Division            | Marin FC Legends                      | Marin County, California        | San Rafael High School                                      | 2004      | 2022          | Josh Kalkstein              |
| Western Conference  | NorCal Division            | Monterey Bay FC 2                     | Salinas, California             | Rabobank Stadium / Cardinale Stadium                        | 2023      | 2023          | Ramiro Corrales             |
| Western Conference  | NorCal Division            | Project 51O                           | Oakland, California             | UCSF Health Training Facility                               | 2020      | 2021          | David Cordova Marroquin     |
| Western Conference  | NorCal Division            | San Francisco City FC                 | San Francisco, California       | Kezar Stadium                                               | 2001      | 2016          | Berdi Merdanov              |
| Western Conference  | NorCal Division            | San Francisco Glens SC                | San Francisco, California       | Skyline College                                             | 1961      | 2018          | Javier Ayala-Hil            |
| Western Conference  | NorCal Division            | San Juan SC                           | Rancho Cordova, California      | TBD                                                         | 1978      | 2025          | TBD                         |
| Western Conference  | Southwest Division         | AMSG FC                               | Westminster, California         | Boswell Stadium                                             | 2017      | 2024          | Ismaiel Alkayali            |
| Western Conference  | Southwest Division         | Capo FC                               | San Juan Capistrano, California | JSerra Catholic High School                                 | 2006      | 2023          | Conor Ward                  |
| Western Conference  | Southwest Division         | City SC                               | Carlsbad, California            | TBD                                                         | 1981      | 2025          | TBD                         |
| Western Conference  | Southwest Division         | Coachella FC                          | Coachella (California)          | Desert Mirage High School                                   | 2024      | 2024          | Joe Aldape                  |
| Western Conference  | Southwest Division         | FC Tucson                             | Tucson, Arizona                 | Kino North Sports Complex                                   | 2010      | 2012/2023     | Sebastian Pineda            |
| Western Conference  | Southwest Division         | Redlands FC                           | Redlands, California            | Redlands High School                                        | 2022      | 2023          | Cody Carlson                |
| Western Conference  | Southwest Division         | Southern California Eagles            | La Mirada, California           | La Mirada High School                                       | 2001      | 2001          | Todd Elkins                 |
| Western Conference  | Southwest Division         | Stars FC                              | Glendale, Arizona               | ACU Football Field                                          | 2024      | 2025          | TBD                         |
| Western Conference  | Southwest Division         | Ventura County Fusion                 | Ventura, California             | Ventura College                                             | 2006      | 2007          | Rudy Ybarra                 |

## Ganadores por temporada
| Temporada | Campeón (Playoffs)                    | Temporada regular                     |
| --------- | ------------------------------------- | ------------------------------------- |
| 1995      | Richmond Kickers                      | San Francisco All-Blacks United       |
| 1996      | Central Coast Roadrunners             | Central Coast Roadrunners             |
| 1997      | Central Coast Roadrunners             | Spokane Shadow                        |
| 1998      | San Gabriel Valley Highlanders        | Jackson Chargers                      |
| 1999      | Chicago Sockers                       | Jackson Chargers                      |
| 2000      | Chicago Sockers                       | Mid-Michigan Bucks                    |
| 2001      | Westchester Flames                    | Calgary Storm                         |
| 2002      | Cape Cod Crusaders                    | Des Moines Menace                     |
| 2003      | Cape Cod Crusaders                    | New Orleans Shell Shockers            |
| 2004      | Central Florida Kraze                 | Chicago Fire Reserves                 |
| 2005      | Des Moines Menace                     | Orange County Blue Star               |
| 2006      | Michigan Bucks                        | Carolina Dynamo                       |
| 2007      | Laredo Heat                           | Hampton Roads Piranhas                |
| 2008      | Thunder Bay Chill                     | Michigan Bucks                        |
| 2009      | Ventura County Fusion                 | Reading Rage                          |
| 2010      | Portland Timbers sub-23               | Portland Timbers sub-23               |
| 2011      | Kitsap Pumas                          | Fresno Fuego                          |
| 2012      | Forest City London                    | Michigan Bucks                        |
| 2013      | Austin Aztex                          | Thunder Bay Chill                     |
| 2014      | Michigan Bucks                        | Des Moines Menace                     |
| 2015      | K–W United FC                         | Michigan Bucks                        |
| 2016      | Michigan Bucks                        | Michigan Bucks                        |
| 2017      | Charlotte Eagles                      | New York Red Bulls Sub-23             |
| 2018      | Calgary Foothills FC                  | Des Moines Menace                     |
| 2019      | Flint City Bucks                      | Des Moines Menace                     |
| 2020      | Cancelado por la Pandemia de COVID-19 | Cancelado por la Pandemia de COVID-19 |
| 2021      | Des Moines Menace                     | Des Moines Menace                     |
| 2022      | Ventura County Fusion                 | Lionsbridge FC                        |
| 2023      | Ballard FC                            | Chicago City SC                       |
| 2024      | Seacoast United Phantoms              | Seacoast United Phantoms              |

### Títulos por equipo
| Equipo                         | Títulos | Años campeón           |
| ------------------------------ | ------- | ---------------------- |
| Flint City Bucks               | 4       | 2006, 2014, 2016, 2019 |
| Central Coast Roadrunners      | 2       | 1996, 1997             |
| Chicago Sockers                | 2       | 1999, 2000             |
| Cape Cod Crusaders             | 2       | 2002, 2003             |
| Des Moines Menace              | 2       | 2005, 2021             |
| Ventura County Fusion          | 2       | 2009, 2022             |
| Richmond Kickers               | 1       | 1995                   |
| San Gabriel Valley Highlanders | 1       | 1998                   |
| Westchester Flames             | 1       | 2001                   |
| Central Florida Kraze          | 1       | 2004                   |
| Laredo Heat                    | 1       | 2007                   |
| Thunder Bay Chill              | 1       | 2008                   |
| Portland Timbers Sub-23        | 1       | 2010                   |
| Kitsap Pumas                   | 1       | 2011                   |
| Forest City London             | 1       | 2012                   |
| Austin Aztex                   | 1       | 2013                   |
| K-W United FC                  | 1       | 2015                   |
| Charlotte Eagles               | 1       | 2017                   |
| Calgary Foothills FC           | 1       | 2018                   |
| Ballard FC                     | 1       | 2023                   |
| Seacoast United Phantoms       | 1       | 2024                   |

- Nota: en cursiva los equipos desaparecidos.

### Títulos de temporada regular por equipo
| Equipo                          | Títulos | Títulos años                  |
| ------------------------------- | ------- | ----------------------------- |
| Michigan Bucks                  | 5       | 2000, 2008, 2012, 2015, 2016, |
| Des Moines Menace               | 5       | 2002, 2014, 2018, 2019, 2021  |
| Jackson Chargers                | 2       | 1998, 1999                    |
| San Francisco All-Blacks United | 1       | 1995                          |
| Central Coast Roadrunners       | 1       | 1996                          |
| Spokane Shadow                  | 1       | 1997                          |
| Calgary Storm                   | 1       | 2001                          |
| New Orleans Shell Shockers      | 1       | 2003                          |
| Chicago Fire Reserves           | 1       | 2004                          |
| Orange County Blue Star         | 1       | 2005                          |
| Carolina Dynamo                 | 1       | 2006                          |
| Hampton Roads Piranhas          | 1       | 2007                          |
| Reading Rage                    | 1       | 2009                          |
| Portland Timbers Sub-23         | 1       | 2010                          |
| Fresno Fuego                    | 1       | 2011                          |
| Thunder Bay Chill               | 1       | 2013                          |
| New York Red Bulls Sub-23       | 1       | 2017                          |
| Chicago City SC                 | 1       | 2023                          |
| Seacoast United Phantoms        | 1       | 2024                          |

- Nota: en cursiva los equipos desaparecidos.